# Saint-Sernin-lès-Lavaur
Saint-Sernin-lès-Lavaur è un comune francese di 129 abitanti situato nel dipartimento del Tarn nella regione dell'Occitania.

## Società

### Evoluzione demografica
Abitanti censiti